# USS Tucson (CL-98)
USS Tucson (CL-98) byl americký lehký křižník třídy Atlanta, který během posledního roku druhé světové války bojoval v řadách United States Navy na pacifickém bojišti.
Flint byl poslední lodí tzv. druhé skupiny plavidel třídy Atlanta, u kterých byla výzbroj snížena o čtyři kanóny ráže 127 mm. Zbylé tři lodě této třídy (Juneau, Spokane a Fresno) byly dokončeny až po skončení války. Loď zasáhla do bojů až v jejich úplném závěru a po čtyřech letech mírové služby byla převedena do rezervy a v roce 1971 sešrotována.